# Otto Reich
Otto Juan Reich (La Habana, 16 de octubre de 1945) es un diplomático estadounidense, que se desempeñó como embajador en Venezuela durante las administraciones de Ronald Reagan y George H. W. Bush, y como subsecretario de Estado para Asuntos del Hemisferio Occidental y enviado especial para las iniciativas del hemisferio occidental en el Consejo de Seguridad Nacional, durante la administración de George W. Bush.

## Biografía

### Primeros años
Nació en Cuba, hijo de madre cubana católica y padre austriaco de religión judía, Walter Reich. Su padre, que huyó de los nazis en 1938, viajó a Cuba con la intención de continuar a los Estados Unidos, pero decidió establecerse en La Habana, donde se casó y vendió muebles. A los 15 años, en 1960 se trasladó con su familia a Carolina del Norte, luego de la llegada al poder de Fidel Castro.
Estudió asuntos internacionales en la Universidad de Carolina del Norte en Chapel Hill y obtuvo una maestría en asuntos latinoamericanos en la Universidad de Georgetown. Posteriormente trabajó en el Departamento de Comercio del estado de Florida. Entre 1981 y 1983 fue administrador adjunto de la Agencia de los Estados Unidos para el Desarrollo Internacional (USAID).

### Oficina de Diplomacia Pública
De 1983 a 1986, estableció y administró la Oficina de Diplomacia Pública para América Latina y el Caribe, que, según The New York Times, «promovió a los guerrilleros que luchan contra el gobierno marxista de Nicaragua». Un informe del Comité de Asuntos Exteriores de la Cámara de Representantes de los Estados Unidos caracterizó a la Oficina como una operación de propaganda y política nacional, mientras que el informe bipartidista de 1987 de los congresistas que investigaban el caso Irán-Contra afirmaron que había alentado propaganda blanca, a través de artículos periodísticos a favor de los Contras por consultores pagados. En 1987, una investigación del contralor general determinó que la Oficina de Diplomacia Pública participó en «actividades de propaganda encubiertas y prohibidas, más allá del rango de actividades aceptables de información pública de la agencia». También violó «una restricción en las asignaciones anuales del Departamento de Estado que prohíbe el uso de fondos federales con fines publicitarios o de propaganda no autorizados por el Congreso». Reich, no fue acusado y calificó la investigación de Irán-Contra como una «inquisición».
Durante este período también fue asesor especial del Secretario de Estado George Shultz.

### Embajador y otras actividades
Se desempeñó como embajador en Venezuela entre 1986 y 1989, recibiendo el premio por servicio ejemplar y el premio de honor superior del Departamento de Estado. Posteriormente, y hasta 2001, trabajó como asesor corporativo para diversas empresas. Entre 1998 y 2001 también fue presentador de Choque de Opiniones en CNN en Español.

### Presidencia de George W. Bush
En marzo de 2001, el presidente George W. Bush lo nombró subsecretario de Estado para Asuntos del Hemisferio Occidental. El Senado, sin embargo, no lo confirmó por bloqueo de los senadores demócratas. Quienes se oponían a su nominación consideraban que había adoptado una línea «demasiado dura» con el gobierno cubano y que contaba con el apoyo del Secretario de Estado Colin L. Powell. El senador Christopher Dodd, titular del comité que debía aprobar el nombramiento, lo cuestionó y expresó que Reich carecía de «capacidad para ser un buen administrador, de juicio sano, con sensibilidad apropiada ante potenciales conflictos de interés». Tras el fracaso en el Senado, Bush anunció el nombramiento de receso en enero de 2002 y Reich asumió el cargo de forma temporal en marzo de ese mismo año.
Se encontraba en el cargo al momento que ocurrió el golpe de Estado en Venezuela de 2002, que derrocó brevemente a Hugo Chávez. El 18 de abril, en una declaración a The New York Times, el Departamento de Estado explicó que el 11 de abril, Reich le pidió a Charles S. Shapiro, el embajador en Venezuela, que telefoneara al líder golpista Pedro Carmona Estanga y le instara a que no cierre la Asamblea Nacional. Carmona, de hecho, siguió adelante y disolvió tanto la Asamblea como el Tribunal Supremo de Justicia. Esto había resultado en «una reacción popular que restauró a Chávez como presidente».
Reich públicamente había reiterado la posición oficial de los Estados Unidos «de que las acciones antidemocráticas cometidas por el gobierno de Chávez habían provocado la crisis y que, según nuestra mejor información, Hugo Chávez aparentemente había renunciado». Finalmente, había «instado a otros gobiernos [latinoamericanos] a seguir de cerca los acontecimientos en Venezuela y garantizar que se preserven los elementos esenciales de la democracia».
En enero de 2003 se convirtió en enviado especial para Iniciativas en el Hemisferio Occidental en el Consejo de Seguridad Nacional de los Estados Unidos, trabajando para la consejera de Seguridad Nacional Condoleezza Rice. En la subsecretaría de Estado fue reemplazado por Roger Noriega. Reich dejó el cargo en junio de 2004, citando «razones personales y financieras».

### Años posteriores
Durante las elecciones presidenciales de Estados Unidos de 2008, se desempeñó como asesor de política exterior de John McCain. Durante la campaña electoral de 2012, fue portavoz y asesor de política exterior de la campaña de Mitt Romney.